# Busto de joven con camafeo

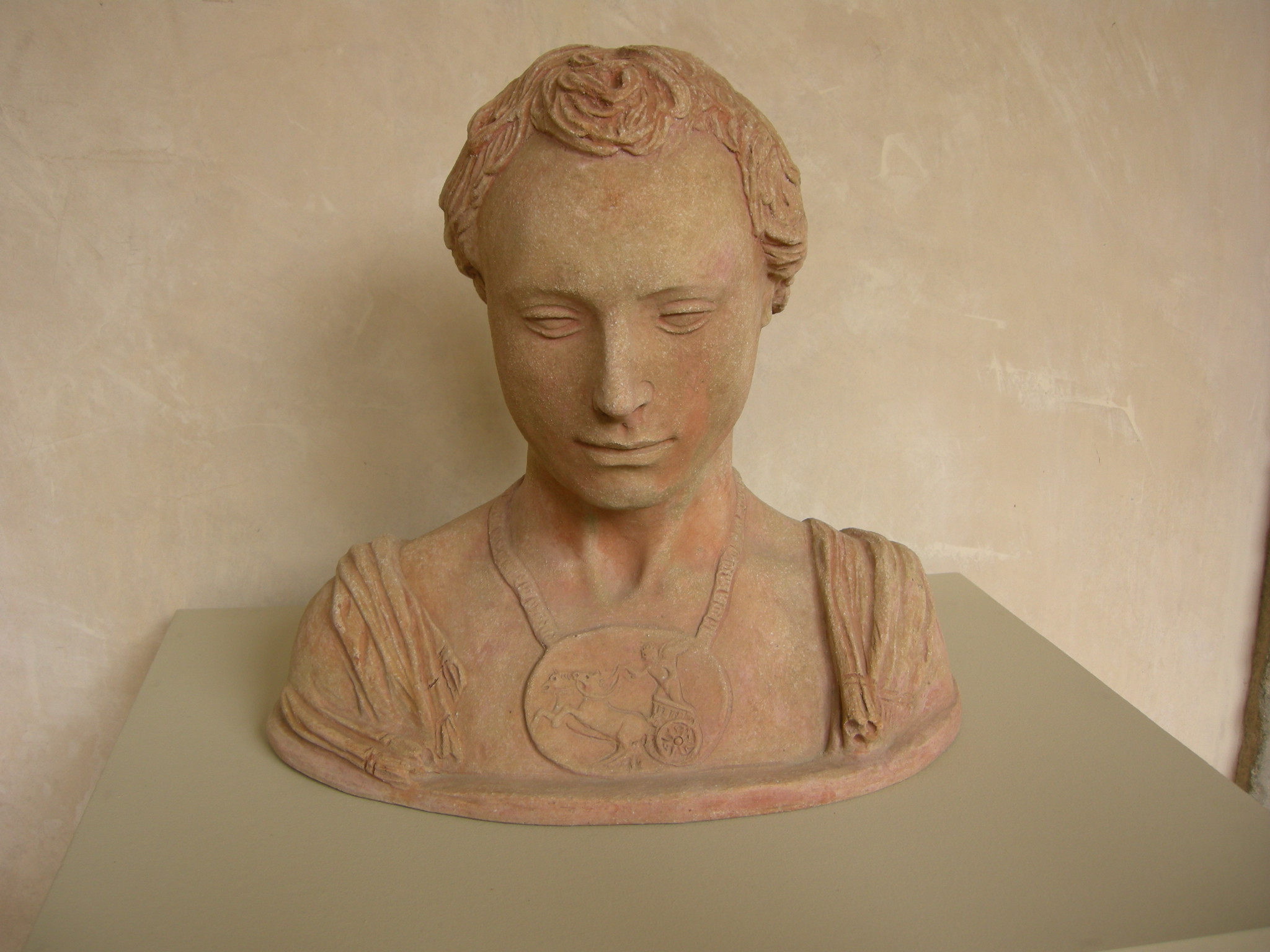
Copia del busto en terracota.

El Busto de joven con camafeo es una obra escultórica de Donatello con una datación incierta. Realizada en bronce, mide 42 x 42 cm y está conservada en el Museo Nazionale del Bargello de Florencia.

## Historia
El busto de bronce proviene de la colección de los Médici y se cita en el inventario del año 1560. En 1769 fue expuesto en la Galleria degli Uffizi, hasta su traslado en 1865 al Bargello.

## Descripción
En este trabajo, el retrato de busto no se ha utilizado como un relicario, sino como un busto profano, sin ser un retrato real, más bien de tipo ideal. Sobre el pecho tiene un camafeo, copiado de uno antiguo que perteneció a la colección medicea; se representa el Carro de Eros, un tema mitológico presente en el diálogo de Fedro de Platón.

## Atribución
La atribución es todavía objeto de debate entre los estudiosos. Milanesi dudó por primera vez que fuera obra de Donatello en 1887. Bode en 1892, especuló que era el retrato de Giovanni Antonio di Narni, hijo de Gattamelata, pero su idea no se basaba en pruebas objetivas, sino sólo en las sugerencias a veces tomadas de otros historiadores. 
Entre los proponentes como obra de Donatello, están Janson, Grassi, Castelfranco y Schuyler; otros incluso dudan de su datación, que por lo general se indica al comienzo del siglo XV en los años cuarenta, antes de la salida a Padua (1443), cuando el artista realizó probablemente otras grandes obras de bronce, como David y el Atis-Amor. 
Schmarsow (1889) y Semrau (1891) notaron la similitud con el busto de Ludovico Gonzaga en los Museos Estatales de Berlín, que se atribuye a Niccolò Baroncelli, y el busto del Bargello. 
El estudio del camafeo ha abierto nuevas interrogantes: se especula con que sea una reproducción de un camafeo que perteneció a Paulo II, mencionado en su inventario de 1457, y que en 1471 fue dado a Lorenzo de Médici. Pero su diseño ya era conocido en Florencia, como se describe en la base de la tumba del Cardenal de Portugal en San Miniato al Monte, que fue creada en 1461-1466. 
El tema del camafeo pondría a la obra en relación con la academia neoplatónica, en particular del ambiente de Marsilio Ficino, con una fecha hacia 1470-1480. Chastel, que negó la paternidad a Donatello, asignó el trabajo a un colaborador de Desiderio da Settignano y Mino da Fiesole y, a continuación, propuso el nombre de Bertoldo di Giovanni. 
Ames-Lewis ha confirmado la atribución a Donatello, dándole la fecha en los últimos años, confirmada más tarde por Rosenauer. Badt, volvió a la comparación con el busto de Lodovico Gonzaga, y atribuyó la obra a Leon Battista Alberti. 
Entre los estudiosos más recientes Collareta (Patrimonio de Magnífico, 1992) atribuyó el busto de Donatello a un ayudante del escultor, quizás Bertoldo, datándolo entre  1470-1480. Lewis en 2001, encontró un documento de Pedro de Cosme de Médici de su regreso de Padua en 1456, donde creía encontrar una alusión al trabajo, que sería entonces el resultado del período de Donatello en Padua.